# Burg Ror
Die Burg Ror ist die Ruine einer Höhenburg am Hang des Schlössleswaldes, ein dem Hundsrücken vorgelagerter Hangsporn, auf etwa 673 Meter über NN südlich der Gemeinde Bisingen im Zollernalbkreis in Baden-Württemberg.

## Geschichte
Die Burg wurde um das Jahr 1100 von den Herren von Bisingen erbaut. Diese Adelsfamilie teilte sich in drei Linien auf, wobei die Linie der Walger von Bisingen auf einer Burg im Ort und auf der Burg Ror saßen. Einer der beiden anderen Zweige nannten sich nach dem Ort Zainingen, daneben existierten noch die der Kerus. Sie dienten den Grafen von Zollern mit ihrer benachbarten Burg Hohenzollern, den Herren von Hohenberg und den Grafen von Zollern-Schalksburg.
Der Burgadel ist mehrfach erwähnt, so um das Jahr 1228 mit Baldebert I. von Bisingen, und 1255 mit seinem Sohn Walger I. von Bisingen. Baldebert errichtete noch eine weitere Burg bei Roßwangen auf dem Burgbühl, die aber bei seinem Tode 1263 schon zerstört war. Später erscheint noch ein Walger III., er besaß Bisingen und die Burg Ror als Lehen der Grafen von Zollern-Schalksburg.
Im Jahr 1311 wurde die Burg im Krieg zwischen den Schwäbischen Reichsstädten und Württemberg von der Stadt Reutlingen zerstört, es heißt davon: „[Die Reutlinger] führten ihre Truppen nach Ror, darin kamen viele um“. Danach, oder nach einer vorherigen Zerstörung, wurde der Palas der Burg wieder neu errichtet.
Nach dem Tod von Walger IV. 1342 wird der Burgstall Ror und das Dorf Bisingen durch den Uracher Truchsess Ritter Cuon (Konrad) für 500 Pfund an die Grafen von Zollern veräußert. Auch die Wirtschaftshöfe der Burg, die unterhalb im Tal lagen, wurden 1343 an Bürger von Streichen verliehen.
Im Zeitraum zwischen den Jahren 1953 und 1959 fanden Ausgrabungen, und eine Sicherung der ergrabenen Mauerreste durch den Heimatverein Bisingen-Steinhofen unter Leitung des Landesdenkmalamtes mit Angelika Reiff statt. 2004/05 wurden weitere Archäologische Grabungen vom Regierungspräsidium Tübingen, Referat Denkmalpflege unter der Leitung von Erhard Schmidt durchgeführt.
Von der ehemaligen Burganlage sind noch Mauerreste, Gräben sowie Wälle erhalten.